# Idiocerus towadensis
Idiocerus towadensis är en insektsart som beskrevs av Matsumura 1912. Idiocerus towadensis ingår i släktet Idiocerus och familjen dvärgstritar. Inga underarter finns listade i Catalogue of Life.